# Roes (volk)
De Roes (Oudrussisch: Русь; Grieks: Ῥῶς) waren een vroeg-middeleeuwse groep mensen die hun naam gaven aan onder andere het moderne Rusland en Wit-Rusland en de historische benaming Roethenië. De meeste geleerden denken dat het een groep van Oudzweedse Vikingen, ook Varjagen genoemd, betrof.

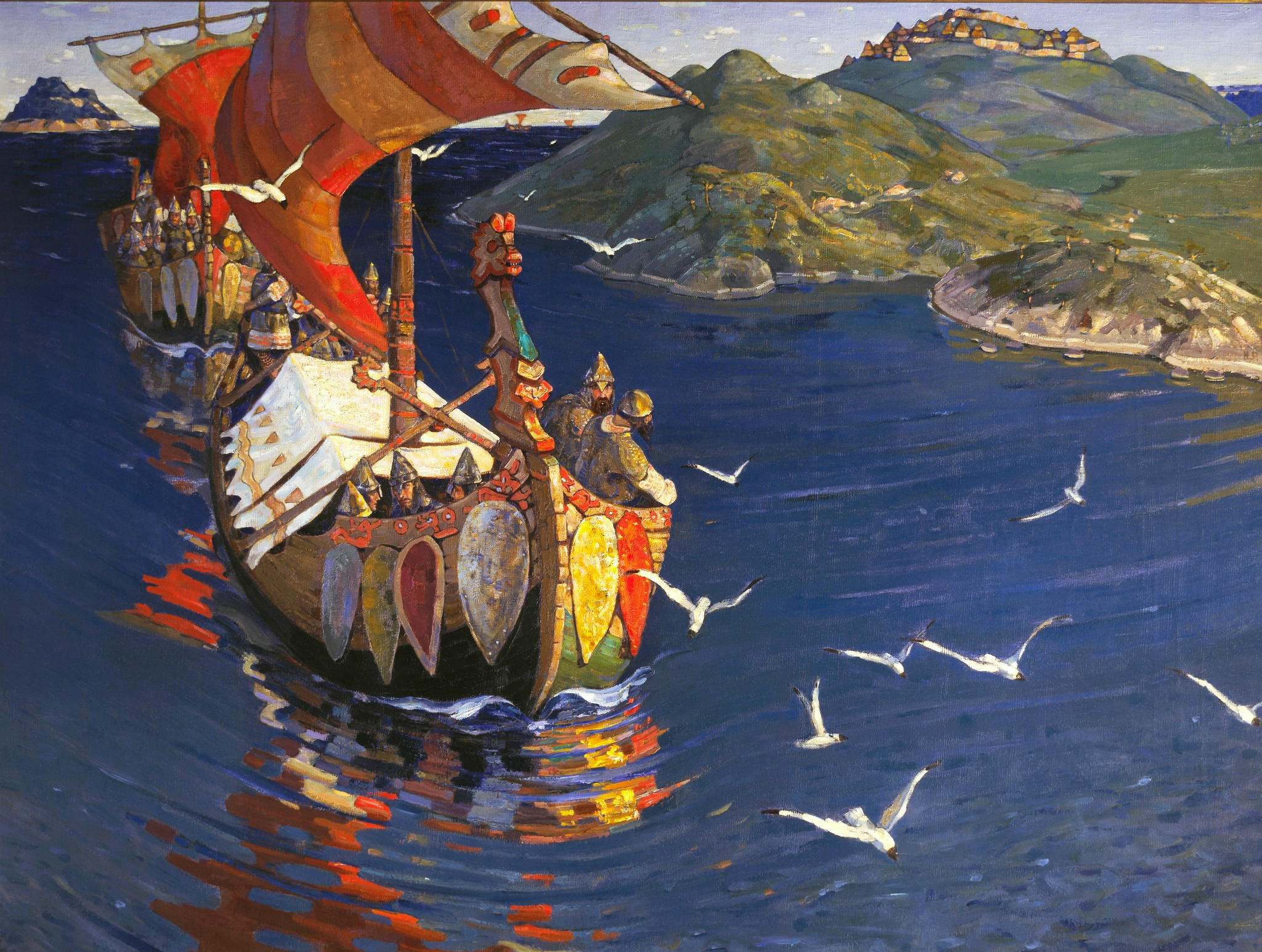
Bezoekers van overzee, schilderij van Nikolaj Rjorich

## Geschiedenis
Vanaf de late 8e eeuw ontstond de handelsroute van de Varjagen naar de Grieken, een handelsroute die vrijwel geheel over water ging en die Scandinavië met het Byzantijnse Rijk verbond. De route stelde de Varjagen in staat om een profijtelijke handel met het Byzantijnse Rijk op te zetten. Iets oostelijker verliep de handelsroute over de Wolga naar de Kaspische Zee en Bagdad. De Varjagen dreven handel in was, barnsteen, honing en slaven en kwamen terug met o.a. zijde.
In het gevolg van deze handelsreizen stichtten de Varjagen meerdere nederzettingen in het huidige Noord-Rusland, waaronder Novgorod en Beloozero, die gezamenlijk als het Kanaat van Roes bekend werden. Tegelijkertijd ontstond in het het noordelijke deel van Oekraïne, Wit-Rusland, het noordwestelijke deel van Rusland en oostelijke delen van Polen, gecentreerd in de regio van Kiev, de etnisch-culturele regio Land van de Roes.
Volgens de omstreeks 1113 samengestelde Nestorkroniek waren de Roes "van overzee" naar het noordoosten van Europa gekomen, waar zij een vroeg staatsbestel stichtten dat in 862 onder de leiding van Rurik kwam. 
Later veroverde Oleg de Wijze, een verwant van Rurik, Kiev en stichtte daar in 882 het Kievse Rijk. 
De afstammelingen van Rurik vormden de heersende dynastieën van Kiev en de haar opvolgende vorstendommen als Galicië-Wolynië, Tsjernigov, Vladimir-Soezdal, Moskou, en uiteindelijk het tsaardom Rusland.

## Etymologie
Volgens de meest gangbare theorie is de naam Roes, zoals de huidige Finse en Estische naam voor Zweden (Ruotsi en Rootsi; vergelijkbare vormen vindt men bij andere Fins-Permische volkeren), afgeleid van het Oudnoordse roðer (rother), ofwel roeier. Roeien was de belangrijkste methode van navigeren op de rivieren van Oost-Europa. De naam zou kunnen worden verbonden met het Zweedse kustgebied Roslagen of Roden, vroeger Rothen geschreven.

### Byzantijnse bronnen
Toen de Varjagen voor het eerst in Constantinopel verschenen (De Paflagonië-expeditie van de Roes in de 820s en het Beleg van Constantinopel in 860) lijken de Byzantijnen de Rhos (in het Grieks: Ῥώς) als een ander volk dan de ook van Byzantijnse bronnen bekende Slaven te hebben beschouwd. Kenmerkend is dat de kroniek van Pseudo-Symeon naar de Rhos als Δρομῖται (Dromitai) verwijst, een naam verwant aan δρόμος, "renbaan". Dit suggereert hun mobiliteit over de waterwegen.
In zijn verhandeling De Administrando Imperio beschreef Constantijn VII de Rhos als de buren van de Petsjenegen waarvan zij koeien, paarden en schapen kochten "omdat geen van deze dieren in Rhosia gevonden worden". Hij beschreef de Roes als een oorlogszuchtige noordelijke stam. 
Constantijn vermelde ook de namen van de Dnjepr-stroomversnellingen in zowel de Rhos als de Slavische talen. De Rhos-namen hebben een karakteristieke Germaanse etymologie:
- Essoupi (Oudnoords vesuppi, "niet slapend")
- Oulvorsi (Oudnoords holmfors, "eiland-waterval")
- Gelandri (Oudnoords gjallandi, "schreeuwend")
- Aeifor (Oudnoords eiforr, "altijd woest")
- Varouforos (Oudnoords varufors, "klip-waterval" or barufors, "golf-waterval")
- Leanti (Oudnoords leandi, "ziedend", or hlæjandi, "lachend")
- Stroukoun (Oudnoords strukum, "snelle stroom")

De Roes-Byzantijnse verdragen geven een waardevol inzicht in de namen van de Roes. De veertien Roes-ondertekenaars van het Roes-Byzantijnse verdrag van 907 hadden allen Noordse namen. Ten tijde van het Roes-Byzantijnse verdrag van 945 lijken, hoewel het merendeel Noordse namen had, een aantal ondertekenaars Slavische namen te hebben gehad. 

### Islamitische bronnen
Ibn Hawqal en andere vroege islamitische bronnen zoals Muhammad al-Idrisi onderscheiden drie groepen van Roes: Koejabia, Slavia en Arthania. Koejabia wordt meest geïdentificeerd als Kiev, Slavia als Novgorod, terwijl de locatie van Arthania omstreden is (mogelijk Sarskoje gorodisjtsje). De diplomaat en reiziger Ahmed ibn Fadlan, die in 922 Wolga-Bulgarije bezocht, beschreef de Roes (Rusiyyah) als volgt:
Ik heb de Roes gezien als zij op hun handelsreizen kwamen en aan de Wolga kamp maakten. Ik heb nooit volmaaktere fysieke exemplaren gezien, groot als dadelpalmen, blond en rossig; ze dragen noch tunieken noch kaftans, maar de mannen dragen een kledingstuk welke één kant van het lichaam bedekt is en één hand vrijlaat. Iedere man heeft een bijl, een zwaard en een mes, welke hij te allen tijde bij zich draagt. De zwaarden zijn breed en gegroefd, zoals de Frankische zwaarden. Iedere vrouw draagt op elke borst een doos van ijzer, zilver, koper of goud, waarvan de waarde de rijkdom van haar echtgenoot aangeeft. Elke doos heeft een ring waaraan een mes hangt. De vrouwen dragen nekringen van goud en zilver. Hun meest gewaardeerde sieraden zijn kralen van groen glas. Ze worden als halskettingen voor de vrouwen geregen.—  Gwyn Jones, A History of the Vikings

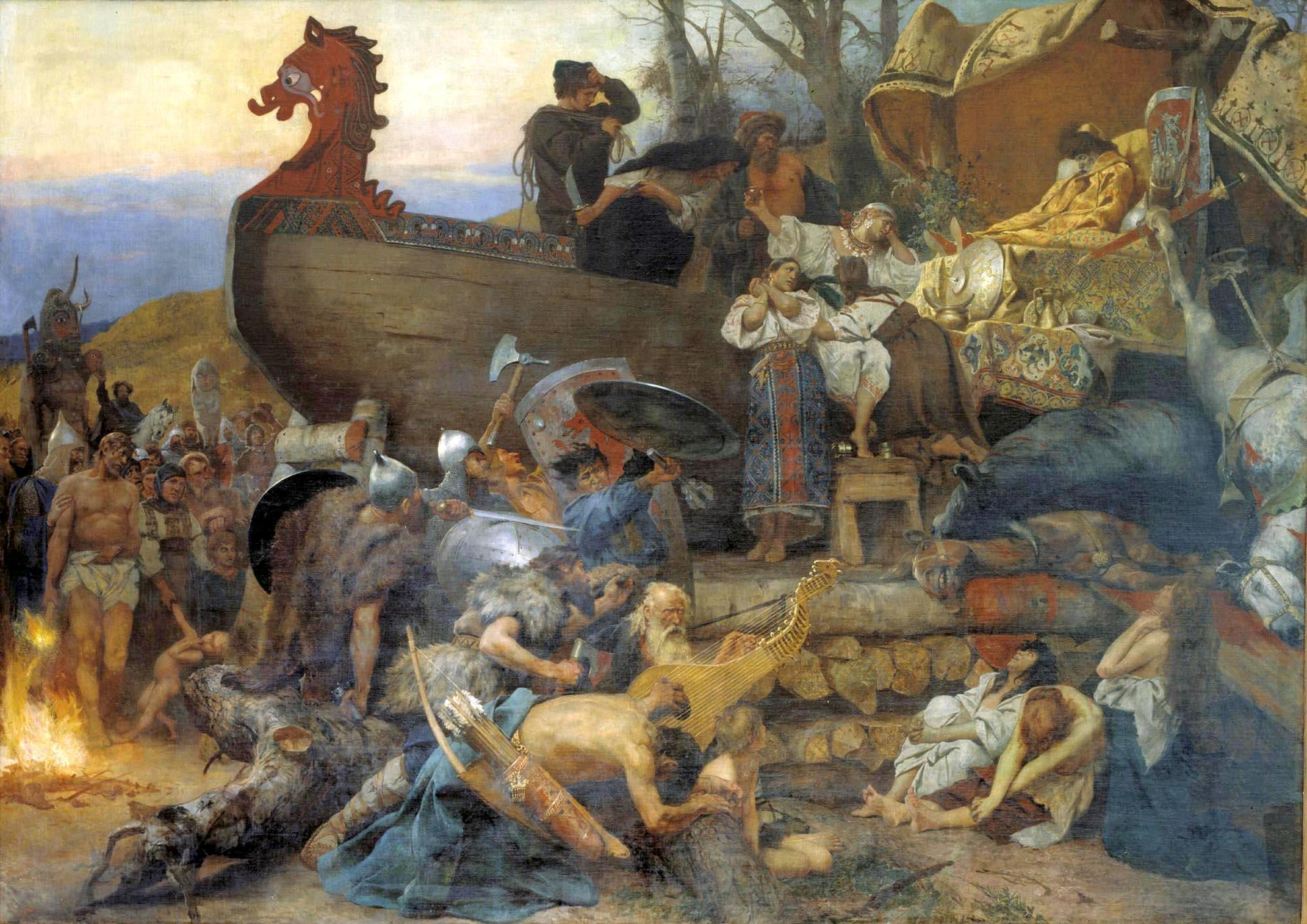
Begrafenis van een vorst der Roes. Een schilderij van Henryk Siemiradzki, geïnspireerd door de beschrijving van Ahmed ibn Fadlan

De Perzische reiziger Ahmad ibn Rustah die hen bezocht (mogelijk bij Tmoetarakan) beschreef hoe de Slaven door de Roes werden uitgebuit:
Wat betreft de Roes, zij leven op een eiland ... dat drie dagen benodigt om eromheen te lopen en begroeid is met dik struikgewas en bossen; het is erg ongezond. ... Ze terroriseren de Slaven, waarbij zij schepen gebruiken om hen te bereiken. Ze voeren hen weg als dwangarbeiders en verkopen hen. Ze hebben zelf geen velden maar leven van wat ze krijgen van de landen der Slaven. ... Wanneer een zoon geboren wordt gaat de vader naar de nieuwgeborene, met het zwaard in zijn hand; dit neergooiende zegt hij: "Ik zal jou geen eigendommen nalaten: je hebt slechts wat je met dit wapen kan verkrijgen".— Ibn Rustah
Elders:
Ze dragen schone kleding en de mannen tooien zich met armbanden en goud. Ze behandelen hun slaven goed en dragen prachtige kleren, omdat ze veel energie in de handel steken. Ze bezitten vele steden. Ze hebben een zeer vriendelijke houding tegenover vreemdelingen en mensen die toevlucht zoeken.— Ibn Rustah
In zijn Boek der landen van 891 vermeldt de geograaf Ya'qubi de inname van Sevilla door de Vikingen in 844, en merkt op dat de stad ingenomen werd door 'al-Majus (Vikingen) die al-Rus genoemd werden.

### West-Europese bronnen
De eerste West-Europese bronnen die de Roes vermelden zijn de Frankische annalen Annales Bertiniani. Deze vermelden dat keizer Lodewijk de Vrome in 839 door een delegatie van de Byzantijnse keizer werd bezocht. Onder deze delegatie bevonden zich twee mannen die zichzelf Rhos noemden (Rhos vocari dicebant). Louis informeerde naar hun oorsprong en vernam dat ze Zweden waren. Uit angst dat ze spionnen voor hun broeders de Denen waren, sloot hij hen op. 
Vervolgens, in de 10e en 11e eeuw, werden de Roes in Latijnse bronnen regelmatig verward met de uitgestorven Oost-Germaanse stam der Rugiërs. Olga van Kiev, bijvoorbeeld, werd in een manuscript als een "Rugische koningin" beschreven.
Een andere bron is Liutprand van Cremona, een 10e-eeuwse Lombardische bisschop die in een verslag uit Constantinopel aan keizer Otto schreef dat hij "de Roes die we onder een andere naam kennen als Noormannen" had ontmoet.

### Slavische bronnen
Volgens de Nestorkroniek, de oudste Oost-Slavische geschiedschrijving, waren de Roes een groep Varjagen die samen met andere groepen, zoals de Svear en de Gauten, aan de andere kant van de Oostzee, in Scandinavië en tot in het het land van de Engelsen en Fransen leefden. De Varjagen werden eerst verdreven, vervolgens uitgenodigd om over de strijdende Slavische en Finse stammen van Novgorod te regeren:
De vier stammen die waren gedwongen om schatting te betalen aan de Varjagen - Tsjoeden, Slovenen, Merja en Krivitsjen - verdreven de Varjagen terug tot over de zee, weigerden hen verder schatting te betalen, en begonnen zichzelf te regeren. Maar zij waren zonder wetten en stam tegen stam kwam in strijd. Onenigheid volgde, en zij begonnen tegen elkaar oorlog te voeren. Ze zeiden tegen zichzelf: "Laat ons een vorst zoeken die ons kan regeren, en ons volgens de tradities kan wetgeven". Daarop gingen zij overzees naar de Varjagen, naar de Roes. Drie broers, met hun gezinnen, werden uitgezocht. Zij namen al de Roes met zich en verhuisden.— Nestorkroniek
Volgens de Nestorkroniek veroverden zij later Kiev en stichtten het Kievse Rijk.